# Sabkhat Ghuzayyil
Sabkhat Ghuzayyil är en saltöken i Libyen. Den ligger i den centrala delen av landet, 700 km sydost om huvudstaden Tripoli.